# Shajarīyāt
Shajarīyāt (persiska: شجریّات, Shajīrāt) är en ort i Iran.   Den ligger i provinsen Khuzestan, i den centrala delen av landet, 500 km söder om huvudstaden Teheran. Shajarīyāt ligger 47 meter över havet och antalet invånare är 511.
Terrängen runt Shajarīyāt är platt, och sluttar västerut.Runt Shajarīyāt är det ganska tätbefolkat, med 83 invånare per kvadratkilometer. Närmaste större samhälle är Salāmāt Khazīneh, 4,6 km nordväst om Shajarīyāt. Trakten runt Shajarīyāt är ofruktbar med lite eller ingen växtlighet.